# MLB '07: The Show
MLB '07: The Show, prodotto da Sony Computer Entertainment America, è un videogioco sportivo di baseball per PlayStation 3, PlayStation 2 e PSP. È l'unico videogioco con licenza della MLB per la stagione 2007, e l'unico gioco di Baseball per sistemi Playstation, assieme a Major League Baseball 2K7. La versione PlayStation 2 e la versione PSP del gioco sono state pubblicate il 27 febbraio, 2007 mentre la versione PlayStation 3 il 15 maggio, 2007.
Il famoso giocatore dei New York Mets David Wright è raffigurato sulla copertina. Il team dei commentatori include: Rex Hudler, Matt Vasgersian e Dave Campbell.